# Лунскис, Дейвидас
Дейвидас Лунскис (лит. Deivydas Lunskis; 12 июля 1977) — литовский футболист, защитник.

## Биография
Воспитанник шяуляйского футбола. Взрослую карьеру начинал в местных клубах в низших лигах. Летом 1995 года был привлечён в сильнейший клуб города тех времён — «Кареду», но сыграл только в полуфинальном матче Кубка Литвы. В ходе сезона 1997/98 снова перешёл в «Кареду», стал с ней в том же сезоне чемпионом Литвы, а в сезоне 1998/99 — вице-чемпионом и обладателем Кубка Литвы, однако в тех сезонах редко выходил на поле. В 1999 году провёл 2 матча в Кубке УЕФА. Регулярно стал играть за основу «Кареды» только в 2000 году, однако по окончании сезона клуб был по неспортивным причинам переведён во второй дивизион и футболист покинул его.
С 2001 года играл за середняков высшего дивизиона Литвы — «Сакалас» (Шяуляй), «Атлантас» (Клайпеда), «Шилуте». В 2005 году вернулся в «Шяуляй» (новое название «Сакаласа») и провёл в нём непрерывно восемь с половиной сезонов. Несмотря на то, что «Шяуляй» ни разу в этот период не попадал в призовую тройку чемпионата, он дважды участвовал в Лиге Европы, где футболист сыграл 4 матча. Финалист Кубка Литвы 2013 года. Летом 2013 года игрок перешёл в «Круою» (Пакруойис), где провёл полгода и также участвовал в матчах Лиги Европы.
С 2014 года выступал за любительские клубы низших лиг.
Всего в высшем дивизионе Литвы сыграл более 400 матчей (из них более 350 — за клубы Шяуляя), забил 23 гола.
Вызывался в молодёжную сборную Литвы, сыграл один матч в отборочном турнире молодёжного чемпионата Европы.

## Достижения
- Чемпион Литвы: 1997/98
- Серебряный призёр чемпионата Литвы: 1998/99
- Обладатель Кубка Литвы: 1998/99
- Финалист Кубка Литвы: 2012/13